# Festival Peliculatina
 (février 2020).
La mise en forme du texte ne suit pas les recommandations de Wikipédia : il faut le « wikifier ».
Les points d'amélioration suivants sont les cas les plus fréquents :
- Les titres sont pré-formatés par le logiciel. Ils ne sont ni en capitales, ni en gras.
- Le texte ne doit pas être écrit en capitales (les noms de famille non plus), ni en gras, ni en italique, ni en « petit »…
- Le gras n'est utilisé que pour surligner le titre de l'article dans l'introduction, une seule fois.
- L'italique est rarement utilisé : mots en langue étrangère, titres d'œuvres, noms de bateaux, etc.
- Les citations ne sont pas en italique mais en corps de texte normal. Elles sont entourées par des guillemets français : « et ».
- Les listes à puces sont à éviter, des paragraphes rédigés étant largement préférés. Les tableaux sont à réserver à la présentation de données structurées (résultats, etc.).
- Les appels de note de bas de page (petits chiffres en exposant, introduits par l'outil «  Source ») sont à placer entre la fin de phrase et le point final[comme ça].
- Les liens internes (vers d'autres articles de Wikipédia) sont à choisir avec parcimonie. Créez des liens vers des articles approfondissant le sujet. Les termes génériques sans rapport avec le sujet sont à éviter, ainsi que les répétitions de liens vers un même terme.
- Les liens externes sont à placer uniquement dans une section « Liens externes », à la fin de l'article. Ces liens sont à choisir avec parcimonie suivant les règles définies. Si un lien sert de source à l'article, son insertion dans le texte est à faire par les notes de bas de page.
- La présentation des références doit suivre les conventions bibliographiques. Il est recommandé d'utiliser les modèles {{Ouvrage}}, {{Chapitre}}, {{Article}}, {{Lien web}} et/ou {{Bibliographie}}. Le mode d'édition visuel peut mettre en forme automatiquement les références.
- Insérer une infobox (cadre d'informations à droite) n'est pas obligatoire pour parachever la mise en page.

Pour une aide détaillée, merci de consulter Aide:Wikification.
Si vous pensez que ces points ont été résolus, vous pouvez retirer ce bandeau et améliorer la mise en forme d'un autre article.
Depuis 2012, la Maison de l’Amérique latine organise le festival Peliculatina. C’est un évènement culturel annuel réunissant tous les amateurs du cinéma ibéro-latino-américain à Bruxelles, en Belgique. Chaque année, il aborde une thématique principale représentée sous diverses sections.

## Organisation du festival
Le festival Peliculatina se présente sous différentes sections.
Sections :
- Sociétés en mouvement
- Cortos
- Documental
- Divina Comedia
- Opéra Prima
- Cinéphilos

## Editions

### 2012:1reédition "Ouverture à l'Amérique latine"
- La vida útil, de Federico Veiroj (Uruguay), 2010
- Eva y Lola, de Sabrina Farji (Argentine), 2010
- Histórias que só existem quando lembradas, de Julia Murat (Brésil), 2010
- Habanastation, de Ian Padrón (Cuba), 2011
- Las malas intenciones, de Rosario García-Montero (Pérou), 2011
- Piel, de Arí Maniel Cruz (Porto Rico), 2011
- Hermano, de Marcel Rasquin (Venezuela), 2011
- Aquí allá, de Antonio Méndez Esparza (Mexique), 2012
- Sudoeste, de Eduardo Nunes (Brésil), 2011
- Un cuento chino, de Sebastián Borensztein (Argentine), 2011

### 2013:2eédition "Ouverture à l'Amérique latine et à la Péninsule Ibérique"
- Miguel, San Miguel, de Matías Cruz (Chili), 2012
- A busca (A cadeira do pai), de Luciano Moura (Brésil), 2013
- Habi, la extranjera, de María Florencia Álvarez (Argentine), 2013
- La Playa D.C., de Juan Andrés Arango (Colombie), 2012
- Espiral, de Jorge Pérez Solano (Mexique), 2008
- El último Elvis, de Armando Bo (Argentine), 2011
- Evelyn, d'Isabel de Ocampo (Espagne), 2011
- Juan de los muertos, de Alejandro Brugués (Cuba|Espagne), 2011
- No tengas miedo, de Montxo Armendáriz (Espagne), 2011
- De tu ventana a la mía, de Paula Ortiz (Espagne), 2011
- Patas arriba, de Alejandro García (Venezuela), 2011
- La Pasión de Michelangelo, d'Esteban Larraín (Chili), 2013
- Insurgentes, de Jorge Sanjinés (Bolivie), 2012
- El limpiador, de Adrían Saba (Pérou), 2012
- Pescador, de Sebastián Cordero (Equateur), 2011
- Pacha, de Hector Ferreiro (Bolivie), 2011
- Carne de Perro, de Fernando Guzzoni (Chili), 2011
- Piedra, papel o tijera, de Hernán Jabes (Venezuela), 2012
- La mosca en la ceniza, de Gabriela David (Argentine), 2010
- En el nombre de la hija, de Tania Hermida (Equateur), 2011
- El lenguaje de los machetes, de Kyzza Terrazas (Mexique), 2012
- La Yuma, de Florence Jaugey (Nicaragua), 2009
- Distancia, de Sergio Ramirez (Guatemala), 2011
- Circular, de Adriano Esturilho, Aly Muritiba, Bruno de Oliveira, Diego Florentino, Fábio Allon (Brésil), 2011
- El regreso, de Hernán Jiménez (Costa Rica), 2011
- Cápsulas, de Hernán Jiménez (Costa Rica), 2011
- Amor y frijoles, de Matthew Kodath, Hernán Pereira (Honduras), 2009

### 2014:3eédition "Un réel brassage des cultures"
- La distancia más larga, de Claudia Pinto (Venezuela), 2013
- Tesis sobre un homicidio, de Hernán Goldfrid (Argentine), 2013
- A memoria que me contam, de Lucia Murat (Brésil), 2013
- No robarás… (A menos que sea necesario), de Viviana Cordero (Equateur), 2013
- Dos + dos, de Diego Kaplan (Argentine), 2013
- La jaula de oro, de Diego de Quemada Diez (Mexique), 2013
- Las analphabetas, de Moises Sepúlveda (Chili), 2013
- Nosotros los nobles, de Gary Alazraki (Mexique), 2013
- 7 cajas, de Juan Carlos Maneglia, Tana Schémbori (Paraguay), 2012
- Sofia y el terco, de Andrés Burgos (Colombie), 2013
- Infancia clandestina, de Benjamin Avila (Argentine), 2012
- Chicama, de Omar Forero (Pérou), 2012
- Pelo malo, de Mariana Rondón (Venezuela), 2013
- Princesas rojas, de Laura Astorga (Costa Rica), 2013
- Cirqo, de Orlando Lübbert (Chili), 2013
- Workers, de José Luis Valle (Mexique), 2013
- Vivir es fácil con los ojos cerrados, de David Trueba (Espagne), 2013
- Em segunda mão, de Catarina Ruivo (Portugal), 2013
- A beira do caminho, de Breno Silveira (Brésil), 2012
- Erase una vez en Bolivia, de Patrick Cordova (Bolivie), 2013
- Stones in the sun, de Patricia Benôit (Haïti), 2012
- Todas las mujeres, de Mariana Barroso (Espagne), 2013
- Esther en alguna parte, de Gerardo Chijona (Cuba), 2013
- Florbela, de Vicente Alves do O (Portugal), 2012
- Chocó, de Jhonny Hendrix (Colombie), 2012

### 2015:4eédition "Un cinéma émergent"
- Conducta, de Ernesto Daranas (Cuba), 2014
- Mr. Kaplan, de Álvaro Brechner (Uruguay), 2014
- Los Hongos, de Oscar Ruíz Navia (Colombie), 2015
- Los insólitos peces gato, de Claudia Sainte-Luce (Mexique), 2014
- La voz en off, de Álvaro Brechner (Uruguay), 2014
- Zanahoria, de Enrique Buchichio (Uruguay), 2014
- NN - Sin identidad, de Héctor Gálvez (Pérou), 2014
- Cristo Rey, de Leticia Tonos (République Dominicaine), 2013
- El elefante desaparecido, de Javier Fuentes León (Pérou), 2014
- El facilitador, de Victor Arregui (Equateur), 2014
- Los fenómenos, de Alfonso Zarauza (Espagne), 2014
- Luna de cigarras, de Jorge Díaz de Bedoya (Paraguay), 2014
- Carmina y amén, de Paco León (Espagne), 2014
- O primeiro verão, de Adriano Mendes (Portugal), 2014
- Casa grande, de Felipe Barbosa (Brésil), 2014
- Olvidados, de Carlos Bolado (Bolivie), 2014
- Matar a un hombre, de Alejandro Fernández Almendras (Chili), 2014
- Yvy Maraey, Tierra sin mal, de Juan Carlos Valdivia (Bolivie), 2014
- Cumbres, de Gabriel Nuncio (Mexique), 2013
- Atlántida, de Inés María Barrionuevo (Argentine), 2014
- Vestido de novia, de Marilyn Solaya (Cuba), 2014
- Libertador, de Alberto Arvelo (Venezuela), 2014
- La salada, de Juan Martín Hsu (Argentine), 2014
- Os gatos não tem vertigens, de Antônio Pedro Vasconcelos (Portugal), 2014
- Depois da chuva, de Cláudio Marquéz, Marilia Hughes (Brésil), 2013

### 2016:5eédition "Les nouvelles frontières"
- La Ciénaga entre el Mar y la Tierra, de Carlos del Castillo (Colombie), 2016
- Neruda, de Pablo Larraín (Chili), 2016
- La casa más grande del mundo, de Ana V. Bojórquez, Lucía Carreras (Guatemala), 2015
- Presos, de Esteban Ramírez (Costa Rica), 2015
- Camino a la paz, de Francisco Varone (Argentine), 2015
- Siembra, de Ángela Osorio Rojas, Santiago Lozano Álvarez (Colombie), 2015
- Magallanes, de Salvador del Solar (Pérou), 2015
- Los héroes del mal, de Zoe Berriatúa (Espagne), 2015
- Alba, de Ana Cristina Barragán (Equateur), 2016
- El acompañante, de Pavel Giroud (Cuba), 2015
- Carga Sellada, de Julia Vargas-Weise (Bolivie), 2015
- John From, de João Nicolau (Portugal), 2015
- Que Horas Ela Volta ?, de Anna Muylaert (Brésil), 2015
- Nunca vas a estar solo, de Alex Anwandter (Chili), 2016
- El soborno del cielo, de Lisandro Duque Naranjo (Colombie), 2016
- Distancias cortas, de Alejandro Guzmán Álvarez (Mexique), 2015
- De cómo Hipólito Vázquez encontró magia donde no buscaba, de Matías Rubio (Argentine), 2013
- Completo, de Iván D. Gaona (Colombie), 2015
- Edifício Tatuapé Mahal, de Carolina Markowicz, Fernanda Salloum (Brésil), 2014
- San Cristóbal, de Omar Zúñiga Hidalgo (Chili), 2015
- Domingo, de Raúl López Echeverría (Mexique), 2015
- Techo y comida, de Juan Miguel del Castillo (Espagne), 2015
- La delgada línea amarilla, de Celso R. García (Mexique), 2015
- La memoria del agua, de Matías Bize (Chili), 2015
- Montanha, de João Salaviza (Portugal), 2015
- Desde allá, de Lorenzo Vigas (Venezuela), 2015
- Cuba libre, de Jorge Luis Sánchez (Cuba), 2015
- Guaraní, de Luis Zorraquín (Argentine|Paraguay), 2015
- Dauna, lo que lleva el río, de Mario Crespo (Venezuela), 2015

### 2017:6eédition "Mutations"
- Soy Nero, de Rafi Pitts (Mexique), 2017
- El presidente, de Santiago Mitre (Argentine), 2017
- Sinfonía para Ana, de Virna Molina, Ernesto Ardito (Argentine), 2017
- António, um dois três, de Leonardo Mouramateus (Portugal), 2017
- El tío, de Mateo Iribarren (Chili), 2016
- Atrás hay relámpagos, de Julio Hernández Cordón (Costa Rica), 2017
- Não devore meu coração, de Felipe Bragança (Brésil), 2017
- Novatos, de Pablo Aragüés (Espagne), 2016
- Mala junta, de Claudia Huaiquimilla (Chili), 2016
- Me estás matando Susana, de Roberto Sneider (Mexique), 2016
- Antes que cante el gallo, de Arí Manuel Cruz (Porto Rico), 2016
- Últimos días en la Habana, de Fernando Pérez (Cuba), 2016
- X500, de Juan Andrés Arango (Colombie), 2016
- La puerta abierta, de Marina Seresesky (Espagne), 2016
- La Soledad, de Jorge Thielen Armand (Venezuela), 2016
- Arábia, de João Dumans, Affonso Uchoa (Brésil), 2016
- São Jorge, de Marco Martins (Portugal), 2016
- Sin muertos no hay carnaval, de Sebastián Cordero (Equateur), 2016
- Salsipuedes, de Ricardo Aguilar Navarro, Manuel Rodríguez (Panama), 2016
- La mujer del animal, de Victor Gaviria (Colombie), 2016
- El tigre, de John Urbano (Panama), 2016
- El cuento de Antonia, de Jorge Cadena (Colombie), 2016
- Aya, de Francesca Canepa (Pérou), 2016
- Hombre eléctrico, de Alvaro Muñoz (Chili), 2016
- Gerry Baby Blues, de Daniel Malvido (Mexique), 2016
- El amparo, de Robert Calzadilla (Venezuela), 2016
- La luz en el cerro, de Ricardo Velarde (Pérou), 2016
- Los modernos, de Mauro Sarser, Marcela Matta (Uruguay), 2016
- Juana Azurduy, de Jorge Sanjinés (Bolivie), 2016

### 2018:7eédition "Résilience"
- Las herederas, de Marcelo Martinessi (Paraguay), 2018
- La noche de los 12 años, de Álvaro Brechner (Uruguay), 2018
- La Negrada, de Jorge Pérez Solano (Mexique), 2018
- Wiñaypacha, de Óscar Catacora (Pérou), 2017
- Matar a Jesús, de Laura Mora Ortega (Colombie), 2017
- Rojo, de Benjamin Naishtat (Argentine), 2018
- Cabros de Mierda, de Gonzalo Justiniano (Chili), 2017
- Miriam Miente, de Oriol Estrada, Natalia Cabral (République dominicaine), 2018
- As Duas Irenes, de Fabio Meira (Brésil), 2017
- Cenizas, de Juan Sebastián Jácome (Equateur), 2018
- Los Gigantes no Existen, de Chema Rodríguez (Guatemala), 2017
- Cómprame un Revólver, de Julio Hernández Cordón (Mexique), 2018
- Zama, de Lucrecia Martel (Argentine), 2017
- Sergio et Sergei, de Ernesto Daranas (Cuba), 2017
- Diamanthino, de Gabriel Abrantes, Daniel Schmidt (Portugal), 2018
- Ana de Día, de Andrea Jaurrieta (Espagne), 2018
- Viejo Calavera de Kiro Russo (Bolivie), 2016
- Los Silencios, de Beatriz Seigner (Brésil), 2017
- Cocote (en) de Nelson Carlo de Los Santos Arias (République dominicaine), 2017
- Candelaria, de Jhonny Hendrix Hinestroza (Cuba), 2017
- Yo No Me Llamo Ruben Blades, de Abner Benaim (Panama), 2017
- La Familia, de Gustavo Rondón Córdova (Venezuela), 2017
- Más que Hermanos, de Arianne M. Benedetti (Panama), 2017
- Los Hijos de la Sal, de Andrés Eduardo Rodríguez, Luis Alejandro Rodríguez (Venezuela), 2018

### 2019:8eédition "Pouvoir, c'est l'art d'agir"
- Cordillera de los sueños, de Patricio Guzmán (Chili), 2019
- Museo, de Alonso Ruizpalacios (Mexique), 2018
- Variações, de João Maia (Portugal), 2019
- Los tiburones, de Lucía Gabribaldi (Uruguay), 2019
- Araña, de Andrés Wood (Chili), 2019
- Un traductor, de R. Barriuso, S. Barriuso (Cuba), 2018
- La Llorona, de Jayro Bustamante (Guatemala), 2019
- El príncipe, de Sebastián Muñoz Costa del Río (Chili), 2019
- Muralla, de Rodrigo 'Gory' Patiño (Bolivie), 2019
- Raiva, de Sergio Tréfaut (Portugal), 2019
- Las hijas del fuego, de Albertina Carri (Argentine), 2018
- Tito e os pássaros, de G. Bitar, A. Catoto, G.Steinberg (Brésil), 2018
- A vida invisivel de Eurídice Gusmão, de Karim Aïnouz (Brésil), 2019
- Los reyes, de Bettina Perut, Iván Osnovikoff (Chili), 2018
- Lucia en el limbo, de Valentina Maurel (Costa Rica), 2019
- Susurro bajo la tierra, de Lilia Alcalá (Venezuela), 2017
- En la carretera, de Miguel Antonio Zanguña (Colombie), 2018
- Dulce, Guille Isa, Angello Faccini (Colombie), 2018
- Eu, minha mãe e Wallace, de E. Carvalho, M.Carvalho (Brésil), 2018
- El ángel, de Luis Ortega (Argentine|Espagne), 2018
- Caiga quien caiga, de Eduardo Guillot (Pérou), 2018
- Torre das donzelas, de Susanna Lira (Brésil), 2018
- La camarista (es), de Lila Avilés (Mexique), 2018
- Cassandro, el exótico!, de Marie Losier (Mexique), 2018
- Monos, de Alejandro Landes (Colombie), 2019
- A son of man, de Jamaicanoproblem, P. Agüero (Equateur), 2019
- Mariguella, de Wagner Moura (Brésil), 2019
- Sueño, Florianopolis, de Ana Katz (Argentine), 2018
- El ombligo guie'dani, de Xavi Sala (Mexique), 2018
- Virus tropical, de Santiago Caicedo (Colombie), 2019

## Articles

### 2012
- Festival Peliculatina à Bruxelles, sur cinebel.dhnet.be, le 11 décembre 2012
- Peliculatina, sur cvo-bec.net, 2012
- Réalisation vidéo présentation du festival Peliculatina, sur cvgerman.blogspot.com, 2012

### 2013
- Segunda edición del Festival de cine : Peliculatina, sur ahbx.eu, le 30 juillet 2013
- Peliculatina : Couleurs du cinéma latino-américain et ibérique, sur cinebel.dhnet.be, le 17 septembre 2013
- Peliculatina, sur bifff.be, 2013
- Festival Peliculatina, sur cinema-vendome.be, 2013

### 2015
- Peliculatina 2015, sur cinecult.be, le 7 septembre 2015
- Quatrième édition du festival Peliculatina, sur cinecure.be, le 11 septembre 2015
- Festival Peliculatina, sur djiboutik.be, le 17septembre 2015
- Peliculatina : Brussels festival van Latijns-Amerikaanse film, sur kifkif.be, le 24 septembre 2015
- Festival Peliculatina, sur spainculture.be, 2015

### 2016
- Cinéma de festival latino-américain et ibérique : Peliculatina 2016, sur spectacle.be, novembre 2016
- Peliculatina : Le meilleur du cinéma latino-américain, sur bruzz.be, le 22 novembre 2016
- Festivals d’automne, sur focus.levif.be, le 29 novembre 2016
- Festival du cinéma latino-américain et ibérique – Cinquième édition, sur thomas-daems.be, 2016
- Festival Peliculatina, sur agenda-solidaire.be, 2016
- Peliculatina – Festival du cinéma latino-américain et ibérique, sur out.be, 2016

### 2017
- Promotion culturelle : Participation argentine à Peliculatina, sur ebelg.cancilleria.gob.ar, novembre 2017
- Festival du film latino-américain de Bruxelles du 21 au 26 novembre 2017, sur reportertv.tv, le 9 novembre 2017
- Dossier de presse Peliculatina 2017, sur issuu.com, le 14 novembre 2017
- Peliculatina-Festival du film latino-américain et ibérique, sur radiopanik.org, le 15 novembre 2017

### 2018
- Festival de cinéma latino-américain et ibérique de fiction de Bruxelles Peliculatina 2018, sur vazy.be, 2018
- Festival de cinéma latino-américain et ibérique de fiction de Bruxelles Peliculatina 2018, sur brusselslife.be, 2018
- Wiñaypacha, Festival Peliculatina – 21.11.18, sur embajadaperu.be, le 9 novembre 2018
- Festival international Peliculatina 2018, sur cubanismo.be, le 22 novembre 2018
- EXITOSA PARTICIPACIÓN DEL CINE PANAMEÑO EN EL FESTIVAL PELICULATINA, sur embpanamabxl.be, le 26 novembre 2018

### 2019
- Top Bruselas-Festival Peliculatina, sur topbruselas.com, le 31 octobre 2019
- Llega la 8ª edición del Festival Peliculatina, sur radioalma.be, le 12 novembre 2019
- Festival Peliculatina 2019, sur cinema-vendome.be, 2019

- Llega la 8ª edición del Festival Peliculatina, sur radioalma.be, le 12 novembre 2019